# Campionat d'Espanya de trial 1969
La temporada de 1969 del Campionat d'Espanya de trial fou la 2a edició d'aquest campionat, organitzat per la Reial Federació Motociclista Espanyola. El calendari oficial constava de 4 proves puntuables. La totalitat de les proves programades es disputaren als Països Catalans: Trial de Manresa (disputat prop de Navarcles el 26 de gener), València, Trial de Primavera (30 de març) i Barcelona.
En el còmput final del campionat varen empatar a punts l'anterior campió Pere Pi i el jove Ignasi Bultó (fill de l'amo de Bultaco Francesc Xavier Bultó). Pi va guanyar dues de les quatre proves puntuables i fou segon a les altres, exactament el mateix que Bultó. En quedar empatats, el títol fou per qui havia obtingut menys penalització al llarg de les quatre proves: Ignasi Bultó guanyà per dos peus de diferència, començant així una carrera d'èxits esportius.

## Classificació final
| Posició | Pilot            | Motocicleta | Punts |
| ------- | ---------------- | ----------- | ----- |
| 1       | Ignasi Bultó     | Bultaco     | 42    |
| 2       | Pere Pi          | Montesa     | 42    |
| 3       | Oriol Puig Bultó | Bultaco     | 28    |
| 4       | ?                | ?           | ?     |
| 5       | ?                | ?           | ?     |
| 6       | ?                | ?           | ?     |
| 7       | ?                | ?           | ?     |
| 8       | ?                | ?           | ?     |
| 9       | ?                | ?           | ?     |
| 10      | ?                | ?           | ?     |